# Plexaurella furcata
Plexaurella furcata är en korallart som först beskrevs av Jean-Baptiste Lamarck 1816.  Plexaurella furcata ingår i släktet Plexaurella och familjen Plexauridae. Inga underarter finns listade i Catalogue of Life.